# Человек-волк (фильм, 1941)
«Человек-волк» (англ. The Wolf Man, 1941) — классический фильм ужасов, определивший ряд основополагающих признаков жанра. Входит в «Классическую серию фильмов ужасов» студии Universal Pictures.

## Сюжет
После 18-летнего отсутствия Ларри Тэлбот (Лон Чейни младший) возвращается в Уэльс в замок своих прародителей. В лавке антиквара он знакомится с девушкой по имени Гвен, которая продаёт ему серебряную трость с набалдашником в виде головы волка и зачитывает ему стихотворение, согласно которому даже тот, кто чист сердцем и вечером самоотверженно читает молитву, может превратиться в волка во время цветения «волчьего цветка».
Ларри кажется всё это достаточно смешным, и он приглашает Гвен на прогулку, на которой она появляется вместе со своей подружкой Дженни (Фэй Хелм). Им попадается цыган по имени Бела, сын старой цыганки. Он в ужасе отказывается предсказывать будущее Дженни. Девушка в страхе убегает, и в лесу на неё нападает волк. На помощь приходит Ларри, который убивает зверя своей серебряной тростью, но его кусают,  и он теряет сознание.
Когда Ларри приходит в себя, то узнаёт, что он убил не волка, а того самого сына цыганки. Вскоре Ларри снова оказывается в лесу — уже в качестве оборотня и убивает могильщика. Через какое-то время Ларри снова превращается в оборотня и нападает на Гвен. Но девушку спасает отец  Ларри (Клод Рейнс), который убивает волка серебряной тростью сына. На глазах отца убитый волк превращается в тело Ларри. Полиция предполагает, что Ларри погиб в схватке, спасая Гвен от зверя.

## В ролях
- Лон Чейни-младший — Ларри Тэлбот / Человек-волк
- Клод Рейнс — сэр Джон Тэлбот
- Эвелин Анкерс — Гвен Конлифф
- Фэй Хелм — Дженни
- Мария Успенская — цыганка Малева
- Уоррен Уильям — доктор Ллойд
- Ральф Беллами — полковник Пол Монтфорд
- Бела Лугоши — цыган Бела

В титрах не указаны
- Гарри Кординг — Уайкс
- Гертруда Астор — горожанка

## Наследие

### Последующие фильмы
- В 1943 году вышел сиквел-кроссовер «Франкенштейн встречает человека-волка».
- Позже Лон Чейни-младший также повторил роль Ларри Тэлбота в фильмах «Дом Франкенштейна» и «Дом Дракулы», где его герой продолжает искать средство от своего проклятия.
- 2 февраля 2010 года вышел крупнобюджетный ремейк этого фильма с Бенисио дель Торо в роли Лоуренса Тэлбота. Он получил смешанные отзывы, но выиграл премию «Оскар» за лучший грим.
- 17 января 2025 года вышел современный перезапуск фильма, в русской локализации получивший название «Вульфмен». Сюжет был почти полностью изменён, но главный герой, как и в фильме 2010 года, заражается ликантропией от своего отца.

### Другие появления
- Лоуренс Тэлбот был одним из главных героев телесериала «Страшные сказки», где его роль исполнил актёр Джош Хартнетт. Здесь он живёт под именем Итан Чендлер, решив таким образом отстраниться от своей семьи. Его превращения в Человека-волка иногда оказываются к месту, если происходят в моменты битв с врагами.